# 特罗根 (德国)
特罗根是德国巴伐利亚州的一个市镇。总面积12.32平方公里，总人口1490人，其中男性716人，女性774人（2011年12月31日），人口密度121人/平方公里。